# Lilium maculatum

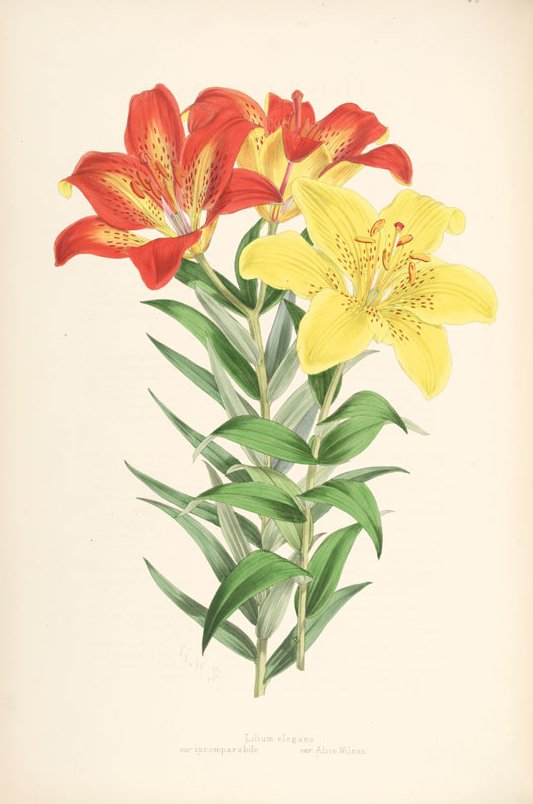
Lilium maculatum (ilustração de Walter Hood Fitch).

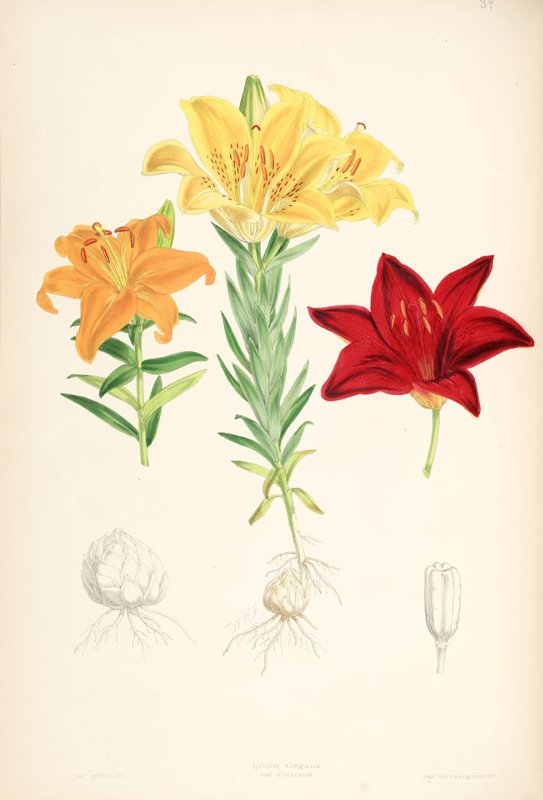
Lilium maculatum (ilustração de Walter Hood Fitch).

Lilium maculatum Sukashiyuri (スカシユリ, Sukashiyuri) é uma espécie de planta com flor, sem perfume, pertencente à família Liliaceae.
É endêmica do Japão com ocorrências nas ilhas de Honshu e Hokkaido.

## Variedades
- Lilium maculatum var. flavum
- Lilium maculatum var. davuricum
- Lilium maculatum var. bukosanense